# 粘滞键
粘滞键是一种给有肢体障碍的用户使用计算机的辅助功能，可以避免要求用户同时按下多个功能键。最早出现在 Mac OS的System 6中。在Windows中按Shift键5次可以打开该功能。